# Cerastium ramigerum
Cerastium ramigerum är en nejlikväxtart som beskrevs av Friedrich Gottlieb Bartling. Cerastium ramigerum ingår i släktet arvar, och familjen nejlikväxter. Inga underarter finns listade i Catalogue of Life.